# Viidumäe
Viidumäe este o arie protejată (arie specială de conservare — SAC, sit de importanță comunitară — SCI) din Estonia întinsă pe o suprafață de 2.501,2 ha, integral pe uscat.

## Localizare
Centrul sitului Viidumäe este situat la coordonatele 58°17′33″N 22°06′36″E / 58.2925°N 22.1101°E.

## Înființare
Situl Viidumäe a fost declarat sit de importanță comunitară în aprilie 2004 pentru a proteja 4 specii de plante și 2 specii de animale. Situl a fost protejat și ca arie specială de conservare în mai 2007.

## Biodiversitate
Situată în ecoregiunea boreală, aria protejată conține 15 habitate naturale: Formațiuni de Juniperus communis pe lande sau pajiști calcaroase, Pajiști fino-scandinave uscate până la mezice, bogate în specii de altitudine mică, Pajiști cu Molinia pe soluri calcaroase, turboase sau argilos-nămoloase (Molinion caeruleae), Pajiști din zone de pădure fino-scandinave, Mlaștini turboase de tranziție și turbării mișcătoare, Izvoare fino-scandinave și mlaștini produse de izvoare bogate în minerale, Mlaștini calcaroase cu Cladium mariscus și specii de Caricion davallianae, Izvoare petrifiante cu formare de travertin (Cratoneurion), Mlaștini alcaline, Taiga vestică, Păduri caducifoliate bătrâne naturale hemiboreale fino-scandinave (Quercus, Tilia, Acer, Fraxinus sau Ulmus) bogate în specii epifite, Păduri fino-scandinave bogate în ierburi cu Picea abies, Păduri de conifere pe eskere fluvioglaciare sau legate la acestea, Păduri caducifoliate de mlaștină fino-scandinave, Mlaștini împădurite.
La baza desemnării sitului se află mai multe specii protejate:
- plante (4): papucul doamnei (Cypripedium calceolus), o specie rară de mușchi (Drepanocladus vernicosus), moșișoare (Liparis loeselii), Rhinanthus osiliensis
- nevertebrate (2): fluturele auriu (Euphydryas aurinia), Hypodryas maturna